# Pjatychatky (obwód chersoński)
Pjatychatky (ukr. П'ятихатки) – wieś na Ukrainie, w obwodzie chersońskim, w rejonie berysławskim. W 2024 liczyła 27 mieszkańców, spośród których 27 posługiwało się językiem ukraińskim.